# غيل براون
غيل براون (بالإنجليزية: Gail Brown)‏ هي ممثلة أمريكية، ولدت في 11 أكتوبر 1937 في بارك ريدج في الولايات المتحدة.

## وصلات خارجية
- غيل براون على موقع IMDb (الإنجليزية)
- غيل براون على موقع قاعدة بيانات الفيلم (الإنجليزية)
- غيل براون على موقع كينوبويسك (الروسية)